# Dypsis procumbens
Dypsis procumbens là loài thực vật có hoa thuộc họ Arecaceae. Loài này được (Jum. & H.Perrier) J.Dransf., Beentje & Govaerts mô tả khoa học đầu tiên năm 2006.